# Nato il quattro luglio (autobiografia)
Nato il quattro luglio (Born on the Fourth of July) è l'autobiografia scritta e pubblicata dall'ex marine Ron Kovic nel 1976.

## Trama
Ron Kovic è un giovane americano nato il 4 luglio 1946 da una famiglia di religione cattolica e di sentimento tradizionalista. Nel 1964, ispirato dal presidente John Fitzgerald Kennedy, Ron, all'età di 18 anni, si arruola volontario nel corpo dei Marines, desideroso di servire la patria come i suoi antenati nella guerra d'indipendenza americana e nelle guerre mondiali. Nell'ottobre 1967, con il grado di sergente, viene destinato a partire per la guerra del Vietnam, dove scopre la cruda realtà della guerra, unita anche al rimorso dopo aver ucciso accidentalmente un suo commilitone nel corso di una feroce battaglia in un villaggio pieno di civili innocenti uccisi.
Il 20 gennaio 1968 viene ferito gravemente alla spina dorsale durante un'imboscata, perdendo di conseguenza l'uso delle gambe e costretto in sedia a rotelle. Tornato in patria e decorato con la Bronze Star Medal, Ron, paralizzato e impotente, avendo difficoltà d'inserimento decide di dedicarsi all'attivismo pacifista e confrontarsi con gli orrori della guerra, finendo varie volte arrestato in varie manifestazioni di protesta nonostante in sedia a rotelle. Alla fine, dopo alcuni anni di proteste e dopo aver pubblicato la sua autobiografia, riesce, nel 1976, a parlare alla convention del Partito Democratico a New York.

## Edizioni
- Ron Kovic, Nato il quattro luglio, Traduzione di Ashley Avenu, 1ª edizione italiana, Sperling & Kupfer Editori, 1990, ISBN 8820010232.

## Adattamento cinematografico
Dall'autobiografia è stato realizzato l'adattamento cinematografico omonimo del 1989 diretto da Oliver Stone che ottenne otto nomination al premio Oscar. Tom Cruise ha il ruolo di Ron Kovic.